# عبد الله ذيب
عبد الله خالد ذيب سليم المحسيري (مواليد 10 مارس 1987) هو لاعب كرة قدم أردني يلعب كمهاجم لصالح منتخب الأردن.
وسبق له ان احترف في نادي ميتشلن البلجيكي بعد أن شارك في كأس العالم للشباب وقدم أداء رائع حيث سجل العديد من الأهداف وكان من ضمنها هدف في مرمى إسبانيا.

## وصلات خارجية
- عبد الله ذيب على موقع الاتحاد الدولي (مؤرشف)  (الإنجليزية)
- عبد الله ذيب على موقع قاعدة بيانات كرة القدم.إي يو (الإنجليزية)
- عبد الله ذيب على موقع ناشيونال فوتبول تيمز (الإنجليزية)
- عبد الله ذيب على موقع Soccerway.com (الإنجليزية)
- عبد الله ذيب على موقع كووورة
- http://www.kooora.com/default.aspx?n=245342&o=n3012646&pg=1